# دیادما، سائو پائولو
دیادما، سائو پائولو (به پرتغالی: Diadema, São Paulo) یک شهر و شهرستان برزیل در برزیل است که در ایالت سائو پائولو واقع شده‌است.

## خصوصیات
دیادما ۳۰٫۷ کیلومترمربع مساحت و ۳۹۵٬۳۳۳ نفر جمعیت دارد و ۷۸۰ متر بالاتر از سطح دریا واقع شده‌است.

## خواهرخوانده
شهرهای سانتیاگو د کوبا و مونتروی، سن-سن-دنی خواهرخوانده‌های دیادما، سائو پائولو هستند.

## الموقع الالکترونی
- Santos FC